# Eupsilia brunneor-rufomaculata
Eupsilia brunneor-rufomaculata är en fjärilsart som beskrevs av Barend J. Lempke 1941. Eupsilia brunneor-rufomaculata ingår i släktet Eupsilia och familjen nattflyn. Inga underarter finns listade i Catalogue of Life.